# Burkhard von Bonin
Swantus Max Eberhard Burkhard von Bonin (* 14. Oktober 1879 in Halle; † 31. Dezember 1947 in Northeim) war ein deutscher Jurist und Sachautor.

## Leben

### Herkunft
Burkhard war Angehöriger des pommerschen Adelsgeschlechts von Bonin. Seine Eltern waren der Oberrechnungsrat Dr. jur. Bernd von Bonin (1848–1892) und Berta von Briesen (1850–1921), Tochter der Lina Glaesner und des Rechtsanwalts und Notars Robert von Briesen. Er hatte mehrere Geschwister. Der Politiker Bogislav von Bonin war sein Onkel.

### Werdegang
Bonin studierte 1902 Rechtswissenschaften, war 1905 bereits Dr. jur. und Gerichtsreferendar. Er war Rechtsanwalt und Notar sowie Präsident der Rechtsanwaltskammer in Potsdam. 1926 war er Konsistorialrat a. W. und Verwaltungsrechtsrat in Rehbrücke bei Potsdam. Anfang der 1930er Jahre mit Hauptwohnsitz in Potsdam war Burkhard von Bonin Syndikus des Verbandes der Patrone evangelischer Kirchen in Deutschlands. Bonin war Ehrenritter des Johanniterordens. Einige Briefe von ihm sind im Nachlass des 1940 im KZ Buchenwald an den Haftleiden verstorbenen suspendierten Pfarrers Hugo Johann Heinrich Schmidt gefunden worden.

### Familie
Bonin vermählte sich 1911 in Berlin mit Valeska Ubbelohde (1884–1943), Tochter eines Juristen. Aus der Ehe gingen die Tochter Jutta und der Sohn Bolko hervor, die beide ebenfalls Juristen wurden.

## Werke
- Die praktische Bedeutung des ius reformandi. Eine rechtsgeschichtliche Studie, Enke, Stuttgart 1902. (Digitalisat); Reprint 1962, In: Kirchenrechtliche Abhandlungen; H. 1.[4]
- Kann infolge Verweigerung der kirchlichen Trauung eine Ehe geschieden oder angefochten werden? Tübingen 1903. (Digitalisat)[5]
- Grundzüge der Rechtsverfassung in den deutschen Heeren zu Beginn der Neuzeit, Weimar 1904. (Digitalisat)
- Das Heeresrecht. Ein unerforschtes Gebiet des deutschen Rechtslebens, Berlin 1912.
- Entscheidungen des Cöllnischen Konsistoriums 1541-1704, Weimar 1926. (Digitalisat)
- Der Balken von Klemzig. Ein Beitrag zur Entstehung der Gotik. In: Otto Reche: Volk und Rasse. Illustrierte Vierteljahresschrift für deutsches Volkstum. 3. Jg., Heft 3, Juli (Heuert) 1928, J. F. Lehmann München, Gautzsch b. Leipzig 1928, S. 137 ff. (Digitalisat)[6]
- Vom nordischen Blut im römischen Recht, Leipzig 1935.